# Bernard Lapasset
Bernard Lapasset (Tarbes, 20 de octubre de 1947-Louit, Altos Pirineos, Occitania, 2 de mayo de 2023) fue un jugador y dirigente francés de rugby, presidente de la World Rugby entre 2008 y 2016.

## Biografía
Lapasset se desempeñó como jugador en el Paris Université Club y el Agen (con el que ganó el Campeonato de Francia Junior en 1967). 
Más tarde se dedicó a la administración y gestión dentro de la Federación Francesa de Rugby (FFR), actuando como Secretario General desde 1991, siendo elegido inmediatamente Presidente hasta la actualidad. Fue Presidente electo de la IRB durante el período 1995/1996, aunque luego permaneció como miembro del Comité de Alto Rendimiento.
Lapasset fue el principal gestor de la candidatura de Francia como organizadora de la Copa Mundial de Rugby de 2007, para lo cual fue nombrado Presidente de su Comité Organizador en 2004. Al finalizar la copa del 2007, Lapasset fue elegido Presidente de la IRB en la Reunión Interina de la International Rugby Board del 19 de octubre de 2007 en París.
Es, además, Vicepresidente del CNOSF (Comité Nacional Olímpico y de Deportes de Francia) y Copresidente de la Fundación de Amigos entre Nueva Zelanda y Francia desde 1993. Ha recibido las distinciones de Oficial de la Legión de Honor francesa y Oficial Honorario de la Orden del Mérito de Nueva Zelanda.